# Matanza de Ascq

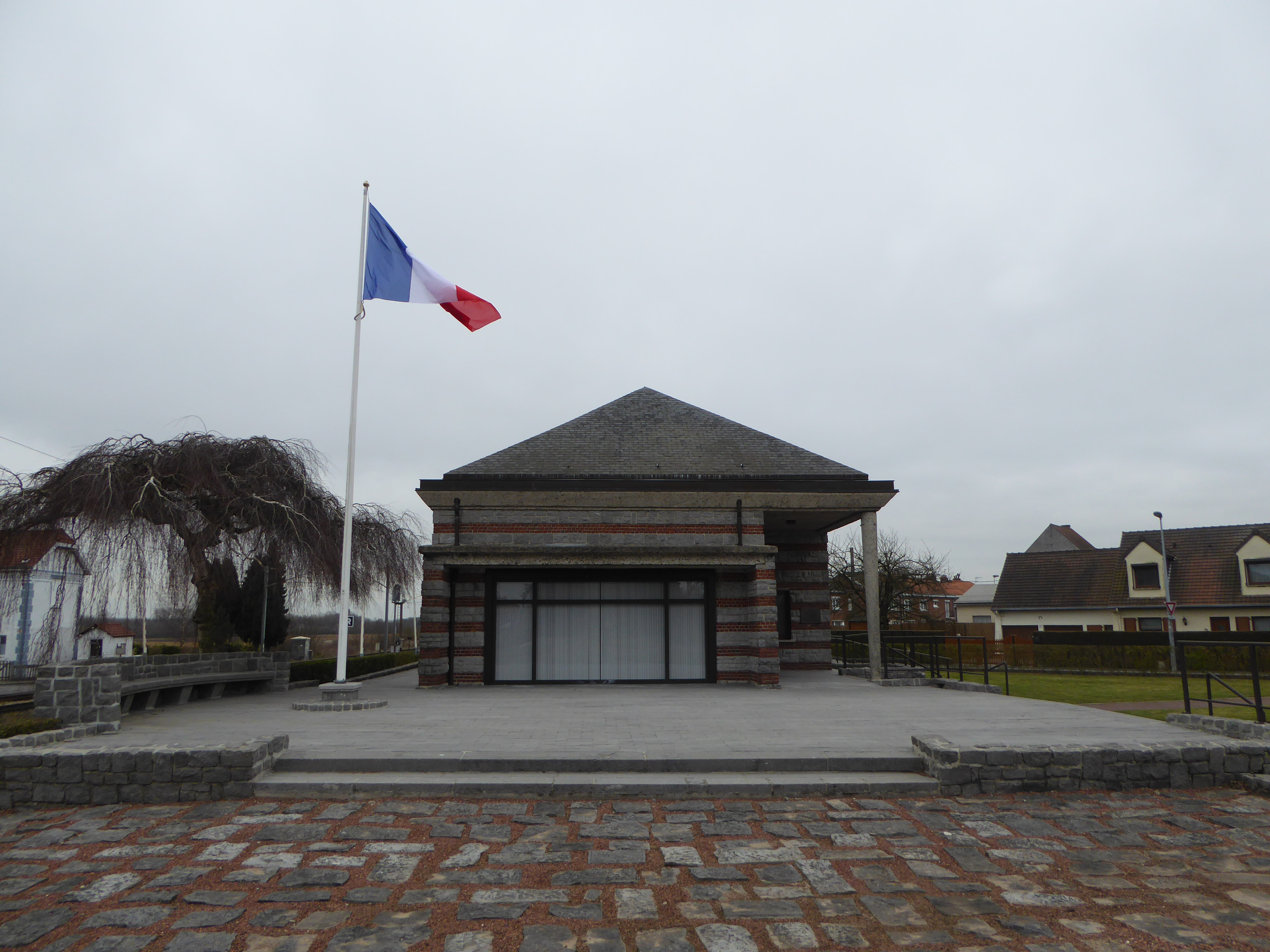
Memorial en honor a los fusilados en Ascq.

La masacre de Ascq, también conocida como matanza de Ascq, es un crimen de guerra en la que murieron 86 personas en la villa de Ascq de la Francia ocupada durante la Segunda Guerra Mundial la noche del 2 de abril de 1944. Una compañía de una división de reconocimiento de la 12.ª SS División Panzer Hitlerjugend fue responsable del acto.
Para comienzos de marzo de 1944 la división Hitlerjugend estaba a punto para su bautismo de fuego bajo el mando del Panzergruppe West. Cerca de la estación de Ascq y de la frontera con Bélgica, la división alemana fusiló durante varias horas a 86 franceses. El acto era una represalia por el descarrilamiento de un tren alemán, debido a la detonación de un explosivo colocado por miembros de la resistencia francesa.

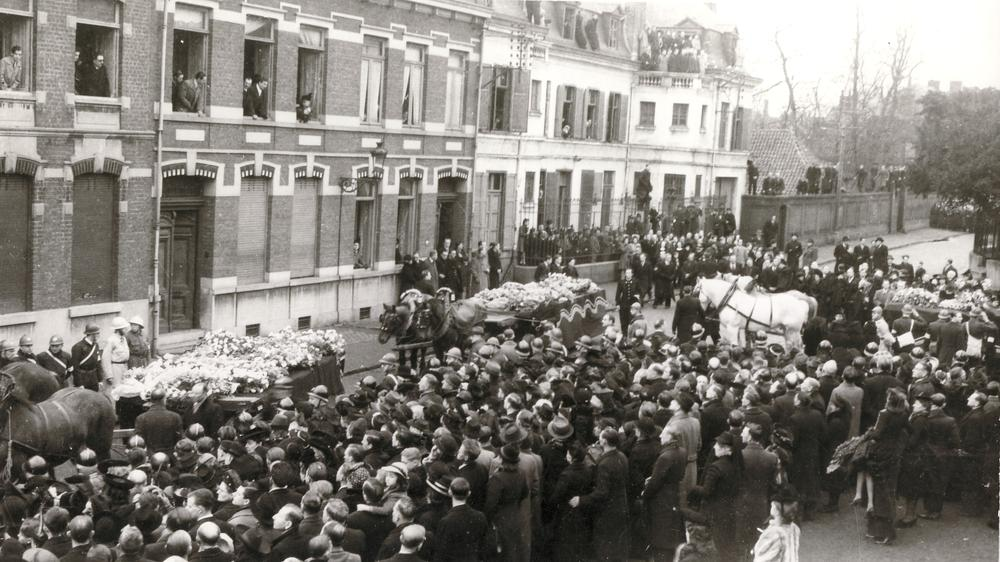
Foto del funeral de los 86 fusilados, tres días después, el día 5 de abril de 1944.

El crimen tiene un gran impacto en toda la región y refuerza la hostilidad frente a la ocupación alemana. Después de la matanza, 60.000 obreros se declaran en huelga en la ciudad de Lille, en una de las mayores manifestaciones de protesta durante la ocupación alemana de Francia. Al funeral en el pueblo, tres días después, asistió una multitud estimada de unas 20.000 personas.
El documento F-190, página 141, que describe los crímenes cometidos en Ascq, provocó una protesta del gobierno francés en aquel momento, a la que el Comandante en Jefe Gen von Rundstedt respondió el 2 de mayo de 1944, documento F-673. Al día siguiente, la respuesta de este general es, en el último párrafo de la página 154: "La población de Ascq ha de asumir la responsabilidad por las consecuencias de su conducta traicionera, que no puedo dejar de condenar". El General Berard, presidente de la delegación francesa adjunta a la Comisión Alemana del Armisticio no aceptó la respuesta de Rundstedt, y el 21 de junio de 1944 reiteró la protesta francesa.

## Polémica entrevista al exoficial Karl Munter

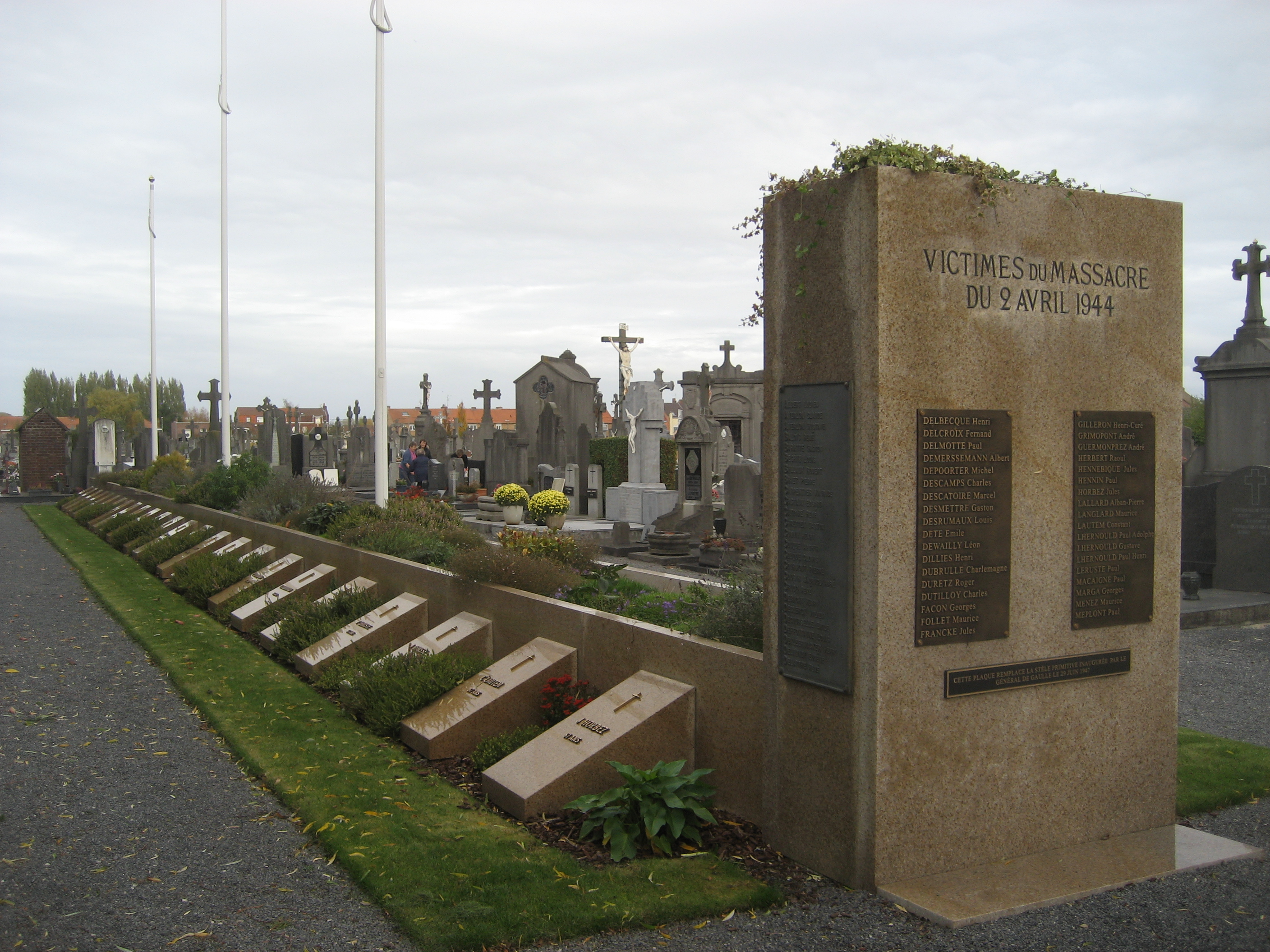
Tumbas de los franceses fusilados el 2 de abril de 1944 en el cementerio de Ascq.

El 31 de enero de 2019, el fiscal de Hildesheim, en Alemania, abrió una investigación por incitación al odio (Volksverhetzung) para aplicar una posible condena de 5 años contra el exoficial Karl Munter, por sus declaraciones negando el holocausto en diciembre en una entrevista de televisión del canal Norddeutscher Rundfunk.
Munter, era uno de los militares implicados en la masacre de Ascq. En la entrevista, sobre lo sucedido en la villa francesa comentaba: Si yo los arresto, yo respondo por ellos. Y si tratan de salir corriendo, tengo el derecho de dispararles. Cuando se le preguntó si se arrepentía de lo sucedido, respondió: No, no me arrepiento en absoluto. [..] ¿Por qué habría de arrepentirme? No realicé ni un disparo. 
Fue condenado por el gobierno francés en 1949, pero antes ya había vuelto a Alemania. Ahora, tras muchas décadas, el delito ha prescrito en Francia, y según las leyes de la Unión Europea, no puede volver a ser investigado por crímenes ya juzgados, aunque sea en otro país europeo.
El alcalde de Ascq, Gérard Caudron, dijo al "Hildesheimer Allgemeine" que, las palabras de Karl Munter eran "insoportables". El 2 de abril de 2019 se cumplió el 75 aniversario de la masacre de Ascq.
Karl Munter falleció el 20 de septiembre de 2019 mientras esperaba el juicio por incitación al odio. Nunca llegó a ingresar a prisión. 